# Coppa del mondo di ciclismo su strada
La Coppa del mondo di ciclismo su strada era una competizione multiprova, organizzata dall'Unione Ciclistica Internazionale, che riuniva le principali corse in linea maschili di ciclismo su strada della stagione. Il programma comprendeva le cinque "classiche monumento" e altre importanti corse in linea di un giorno. La classifica individuale era a punti e non era obbligatorio partecipare a tutte le gare in programma; il leader della classifica indossava nelle gare di Coppa una maglia iridata con la banda arcobaleno in verticale invece che orizzontale (quest'ultima spetta invece di diritto al campione del mondo).

## Storia

Erik Zabel vincitore al traguardo della Milano-Sanremo 2001. Il tedesco indossava la maglia di leader della classifica di Coppa del Mondo in quanto campione uscente della precedente edizione.

Creata nel 1989, la Coppa del mondo si è svolta per l'ultima volta nel 2004, mentre dal 2005 l'Unione Ciclistica Internazionale (UCI) ha deciso di sostituirla con una competizione denominata UCI ProTour estesa anche alle principali corse a tappe. Nel 1998 venne introdotta anche la Coppa del mondo di ciclismo su strada femminile.
I corridori italiani hanno vinto ben nove edizioni della Coppa del Mondo, su sedici disputate, e ben 59 prove di calendario su 170. Seguono il Belgio con tre successi finali (e 30 prove), la Germania con due, Irlanda e Paesi Bassi con uno.
Paolo Bettini è il solo corridore ad essersi aggiudicato tre edizioni (anche consecutive), le ultime disputate, dal 2002 al 2004; Johan Museeuw, recordman di trionfi nelle gare di calendario (11), è stato invece il solo a vincere nello stesso anno (1996) anche i Campionati del mondo, traguardo raggiunto anche da Maurizio Fondriest, Gianni Bugno e Paolo Bettini, ma in anni diversi.

## Storico delle corse

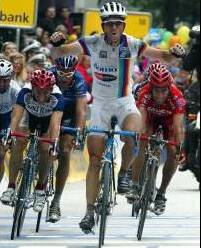
Johan Museeuw vincitore alla HEW Cyclassics 2002 in maglia di Coppa

Il calendario di Coppa del mondo incluse negli anni dalle dieci alle tredici corse. Nove prove (tutte importanti classiche internazionali) furono parte del calendario per tutte le sedici edizioni di Coppa, dal 1989 al 2004. Nelle edizioni dal 1989 al 1997, al posto della HEW Cyclassics era inserita la Wincanton Classic. Dal 1989 al 1991 fece parte del calendario una prova a cronometro a squadre, il Grand Prix de la Libération. Dal 1990 al 1993 si disputò inoltre una prova finale a cronometro: il Grand Prix de Lunel nel 1990, e il Grand Prix des Nations dal 1991 al 1993.
| Nome                                              | Paese                   | Anni CdM  |
| ------------------------------------------------- | ----------------------- | --------- |
| Milano-Sanremo                                    | Italia                  | 1989-2004 |
| Giro delle Fiandre                                | Belgio                  | 1989-2004 |
| Paris-Roubaix                                     | Francia                 | 1989-2004 |
| Liegi-Bastogne-Liegi                              | Belgio                  | 1989-2004 |
| Amstel Gold Race                                  | Paesi Bassi             | 1989-2004 |
| Clásica San Sebastián                             | Spagna                  | 1989-2004 |
| Meisterschaft von Zürich                          | Svizzera                | 1989-2004 |
| Parigi-Tours                                      | Francia                 | 1989-2004 |
| Giro di Lombardia                                 | Italia                  | 1989-2004 |
| Wincanton Classic/Leeds Classic/Rochester Classic | Regno Unito             | 1989-1997 |
| Grand Prix des Amériques                          | Canada                  | 1989-1992 |
| Grand Prix de la Libération                       | Paesi Bassi             | 1989-1991 |
| Grand Prix de Lunel                               | Francia                 | 1990      |
| Grand Prix des Nations                            | Italia, Spagna, Francia | 1991-1993 |
| Rund um den Henninger-Turm                        | Germania                | 1995      |
| Japan Cup                                         | Giappone                | 1996      |
| HEW Cyclassics                                    | Germania                | 1998-2004 |

## Punteggi

### Classifica individuale
Ai migliori corridori di ogni prova venivano attribuiti dei punteggi secondo il sistema seguente:
| Piazzamento | Piazzamento        | 1   | 2  | 3  | 4  | 5  | 6  | 7  | 8  | 9  | 10 | 11 | 12 | 13 | 14 | 15 | 16 | 17 | 18 | 19 | 20 | 21 | 22 | 23 | 24 | 25 |
| ----------- | ------------------ | --- | -- | -- | -- | -- | -- | -- | -- | -- | -- | -- | -- | -- | -- | -- | -- | -- | -- | -- | -- | -- | -- | -- | -- | -- |
| Punti       | Edizioni 1990-1996 | 50  | 35 | 25 | 20 | 18 | 16 | 14 | 12 | 10 | 8  | 6  | 5  |    |    |    |    |    |    |    |    |    |    |    |    |    |
| Punti       | Edizioni 1997-2004 | 100 | 70 | 50 | 40 | 36 | 32 | 28 | 24 | 20 | 16 | 15 | 14 | 13 | 12 | 11 | 10 | 9  | 8  | 7  | 6  | 5  | 4  | 3  | 2  | 1  |

A partire dal 1997, per essere considerato per la classifica finale un corridore doveva prendere parte ad almeno sei delle dieci prove.

### Classifica a squadre
La graduatoria relativa alle squadre era calcolata sommando le posizioni dei migliori tre corridori di ogni squadra. Ad esempio a una squadra che piazzava tre corridori sul podio venivano attribuiti sei punti ({\displaystyle 1+2+3=6}) e otteneva il totale più basso possibile, ricevendo 12 punti nella classifica a squadre. La seconda ne riceveva 9, la terza 8 e così via sino alla decima che riceveva un solo punto.
A partire dal 1997, per essere considerata per la classifica finale una squadra doveva prendere parte ad almeno otto delle dieci prove.

## Albo d'oro
Aggiornato all'edizione 2004.

### Classifica individuale
| Anno | Vincitore          | Secondo          | Terzo                |
| ---- | ------------------ | ---------------- | -------------------- |
| 1989 | Sean Kelly         | Tony Rominger    | Rolf Sørensen        |
| 1990 | Gianni Bugno       | Rudy Dhaenens    | Sean Kelly           |
| 1991 | Maurizio Fondriest | Laurent Jalabert | Rolf Sørensen        |
| 1992 | Olaf Ludwig        | Tony Rominger    | Davide Cassani       |
| 1993 | Maurizio Fondriest | Johan Museeuw    | Maximilian Sciandri  |
| 1994 | Gianluca Bortolami | Johan Museeuw    | Andrej Čmil'         |
| 1995 | Johan Museeuw      | Andrej Čmil'     | Mauro Gianetti       |
| 1996 | Johan Museeuw      | Andrea Ferrigato | Michele Bartoli      |
| 1997 | Michele Bartoli    | Rolf Sørensen    | Andrea Tafi          |
| 1998 | Michele Bartoli    | Léon van Bon     | Andrea Tafi          |
| 1999 | Andrei Tchmil      | Michael Boogerd  | Frank Vandenbroucke  |
| 2000 | Erik Zabel         | Andrei Tchmil    | Francesco Casagrande |
| 2001 | Erik Dekker        | Erik Zabel       | Romāns Vainšteins    |
| 2002 | Paolo Bettini      | Johan Museeuw    | Michele Bartoli      |
| 2003 | Paolo Bettini      | Michael Boogerd  | Peter Van Petegem    |
| 2004 | Paolo Bettini      | Davide Rebellin  | Óscar Freire         |

### Classifica a squadre
| Anno | Vincitrice          | Seconda                      | Terza                        |
| ---- | ------------------- | ---------------------------- | ---------------------------- |
| 1989 | PDM-Concorde        | Helvetia-La Suisse           | Histor-Sigma                 |
| 1990 | PDM-Concorde        | Helvetia-La Suisse           | Panasonic-Sportlife          |
| 1991 | Panasonic-Sportlife | Buckler-Colnago-Decca        | PDM-Concorde                 |
| 1992 | Panasonic-Sportlife | Buckler-Colnago-Decca        | Ceramiche Ariostea           |
| 1993 | GB-MG Maglificio    | Novemail-Histor              | TVM-Bison Kit                |
| 1994 | GB-MG Maglificio    | Motorola                     | Gewiss-Ballan                |
| 1995 | Mapei-GB            | MG Boys Maglificio-Technogym | Gewiss-Ballan                |
| 1996 | Mapei-GB            | Motorola                     | MG Boys Maglificio-Technogym |
| 1997 | Française des Jeux  | Mapei-GB                     | TVM-Farm Frites              |
| 1998 | Mapei-Bricobi       | Rabobank                     | Casino-AG2R                  |
| 1999 | Rabobank            | Mapei-Bricobi                | Lotto-Mobistar               |
| 2000 | Mapei-Quick Step    | Rabobank                     | Fassa Bortolo                |
| 2001 | Rabobank            | Domo-Farm Frites             | Mapei-Quick Step             |
| 2002 | Mapei-Quick Step    | Fassa Bortolo                | Saeco-Longoni Sport          |
| 2003 | Saeco               | Quick Step-Davitamon         | Alessio                      |
| 2004 | T-Mobile Team       | Rabobank                     | Fassa Bortolo                |